# ジョージ・シュルツ
ジョージ・プラット・シュルツ（英語: George Pratt Shultz、1920年12月13日 - 2021年2月6日）は、アメリカ合衆国の政治家。1982年7月から1989年1月まで国務長官を務め、それ以前は労働長官、財務長官、行政管理予算局局長を歴任した。

## 経歴
1920年12月13日にニューヨーク州ニューヨークにて誕生する。ドイツ系アメリカ人で、先祖の姓は「Schultz」と表記する。1942年6月にシュルツはプリンストン大学で経済学の学位を得る。同年10月にアメリカ海兵隊に入隊し、1945年まで軍務に就き大尉まで昇進した。その後1949年にはマサチューセッツ工科大学から産業経済学の博士号を得る。彼はマサチューセッツ工科大学の経済学部及び同大のスローン経営大学院で1948年から1957年まで教鞭を執り、1955年にはアメリカ合衆国大統領ドワイト・D・アイゼンハワーの経済諮問委員会の委員に就任した。1957年には労働関係学の教授としてシカゴ大学のビジネス大学院に加わり、その後1962年に学部長に就任した。 
1969年1月から1970年7月まで労働長官、同年7月から1972年6月には行政管理予算局局長、同年6月から1974年5月まで財務長官を務めた。この期間中にポール・ボルカー及びアーサー・バーンズと共に金本位制とブレトン・ウッズ体制の終了を決定した。
1974年5月にシュルツは政府を離れ、その後はベクテル社の社長に就任した。

### 国務長官時代
1982年7月16日にシュルツはロナルド・レーガン大統領から国務長官に指名された。シュルツはタカ派が多数派を占めるレーガン政権において穏和な外交政策を主張し、しばしば対立した。シュルツはイラン・コントラ事件における「人質のための武器」問題に対して反対意見を述べたことでアメリカ合衆国世論の大きな注目を集めた。シュルツはニカラグアへの侵攻に積極的な立場をとり、1983年には議会において「我々はニカラグアの癌を切除しなければならない」と証言した。また1985年にニカラグアのダニエル・オルテガ大統領との政府間交渉に反対し、「交渉のテーブルの上に強制力の影がちらつかないのであれば、『交渉』という言葉は『降伏』を遠回しに表現しているに過ぎない」と述べた。そして国際連合・世界法廷といった外部の仲介による「理想的・法的」解決を提唱して「方程式における力の項」を無視する人々を厳しく批判した。

### 引退後
1989年1月20日にシュルツは国務長官を辞任したが、引き続き共和党の政治参謀として活動した。その一方でシュルツはドラッグの合法化を主張する共和党員の急先鋒となり、多くの保守派の党員を驚かせた。そして1998年6月8日にはニューヨーク・タイムズ紙に「今日、世界的規模によるドラッグとの戦いが薬物乱用よりも多くの問題を引き起こしているだろう」という広告を署名付きで掲載した。
2000年アメリカ合衆国大統領選挙ではジョージ・W・ブッシュの選挙参謀を務め、その後ディック・チェイニー、ポール・ウォルフォウィッツ、コンドリーザ・ライスらが所属するブッシュの政策顧問団バルカンズでは上級顧問も務めた。2003年3月のイラク戦争では支持を表明した。2011年から2015年にはセラノスの社外取締役を務めた。
2021年2月6日にカリフォルニア州スタンフォードにある自宅にて、100歳で死去した。

## 家族
1946年2月にヘレナ・マリア・オブライエンと結婚し、5人の子女が誕生した。しかしヘレナは1995年9月に死去した。その後は1997年8月にシャーロット・マリアード・シュルツと結婚し、2021年2月にシュルツが死去するまで続いた。